# Mascarada per un crim
Mascarada per un crim (títol original en anglès: Masquerade) és un thriller estatunidenc dirigit per Bob Swaim, estrenat el 1988. Tres homes maquinen per desviar la fortuna d'una jove hereva. Ha estat doblat al català.

## Argument
Tim Whalan, un jove capità d'un vaixell de plaer, s'enamora d'Olivia, una rica hereva, amb l'objectiu de quedar-se amb el seu patrimoni (tres-cents milions de dòlars). El capità està d'acord amb Tony, el padrastre de la noia, i el policia Doug, també antic promès de la noia. Quan el padrastre incidentalment mor en el curs d'una lluita, els seus plans hauran de canviar.
En la pel·lícula actuen dues actrius, Kim Cattrall i Dana Delany, en auge en els anys 2000, respectivament gràcies als telefilms Sex and the City i Desperate Housewives.

## Repartiment
- Rob Lowe: Tim Whalen
- Meg Tilly: Olivia Lawrence
- Kim Cattrall: Brooke Morrison
- Doug Savant: Mike McGill
- John Glover: Tony Gateworth

## Al voltant de la pel·lícula
Els segons papers de la pel·lícula seran futures estrelles de sèrie de televisió: Kim Cattrall (Sex and the City), Doug Savant (Melrose Place, Desperate Housewives) i John Glover (Smallville).